# Nathalia Urban
Nathalia Urban (Santos, 25 de dezembro de 1987 – Edimburgo, 27 de setembro de 2024) foi uma jornalista, ativista e defensora dos direitos humanos brasileira.

## Início da vida e educação
Urban nasceu em Santos, São Paulo, Brasil. Ela era filha de mãe solteira e cresceu em João Pessoa, Paraíba. Ela passaria a estudar os direitos das mulheres e os movimentos sociais na América Latina, temas que mais tarde inspirariam seu trabalho jornalístico. Urban cursou antropologia, ciências sociais e jornalismo na Universidade Federal da Paraíba, PUC São Paulo, e na Universidade Católica de Santos.

## Carreira

### Jornalismo
Urban mudou-se para o Reino Unido em 2013 e foi apresentadora do canal de notícias online Brasil 247. Ela foi apresentadora regular em programas como Opera Mundi e Revista Fórum, com foco em política latino-americana e política internacional. O trabalho escrito de Urban foi destaque em veículos como Brasil Wire, Brasil 247, e Jacobin.
Como jornalista, entrevistou o presidente brasileiro Lula da Silva e o ministro Celso Amorim.

### Ativismo
Urban mudou-se para a Escócia em 2014. Enquanto vivia na Escócia, ela permaneceu comprometida com os desenvolvimentos políticos em seu país natal, falando contra a presidência de Jair Bolsonaro e o desmatamento na Amazônia. Na Escócia, ela foi cofundadora do The Resist Brazil Scotland, um grupo político de mulheres brasileiras dedicadas a melhorar as condições no Brasil, e a conscientizar os latino-americanos na Escócia.
A sua experiência como migrante no Reino Unido encorajou ainda mais o seu compromisso de defender os grupos marginalizados. Ela descreveu uma experiência ruim enquanto trabalhava em um salão de beleza quando um cliente zombou de seu sotaque. Defendida por outro cliente, ela foi incentivada a continuar sua vida no país. Ela foi uma das fundadoras da Migrant Women Press (MWP), que treinou mulheres migrantes para se tornarem jornalistas e escritoras. Em 2023, ela se tornou membro do conselho do MWP. Urban também trabalhou para a National Ugly Mugs (NUM), uma instituição de caridade que defende a segurança e os direitos humanos das profissionais do sexo. Na NUM, ela lançou um centro de bem-estar na Escócia e estabeleceu uma estrutura de serviços de apoio para profissionais do sexo no país.
Na Escócia, Urban defendeu a independência escocesa, participando em campanhas do Sim, incluindo All Under One Banner. Ela serviu como membro da rede de minorias étnicas negras, asiáticas e minoritárias (BAME) do Partido Nacional Escocês.

## Morte
Em 23 de setembro de 2024, Urban estava programado para falar em Liverpool, Inglaterra, em um evento para uma conference organizada pelo Partido Trabalhista. Quando ela não compareceu, preocupações sobre sua segurança surgiram depois que ela postou mensagens preocupantes em sua conta X. Ela também não retornou ao trabalho no Brasil 247, apesar de estar programada para isso.
Às 18h10 do dia 23 de setembro, Urban foi encontrada após cair da ponte Forth Road. Ela ainda estava viva e foi levada às pressas para o Royal Infirmary de Edimburgo. Em 27 de setembro, os aparelhos que mantinham Urban viva foram desligados depois que foi descoberto que ela tinha danos cerebrais irreparáveis. Seus órgãos foram posteriormente doados.

Após a morte de Urban, o presidente brasileiro Lula da Silva pediu a Policia que investigasse as circunstâncias que cercaram sua morte. Jeremy Corbyn, antigo líder do Partido Trabalhista do Reino Unido, apelou igualmente à realização de um inquérito.
"Nathalia era uma jornalista destemida. Seu falecimento é uma tragédia e me entristece muito. Faço eco ao apelo do Presidente Lula por clareza."
A Polícia da Escócia indicou mais tarde que estava a investigar provas de violência doméstica relacionadas com a morte de Urban.